# مه‌ایل بیزنس نیوزپیپر
مه‌ایل بیزنس نیوزپیپر (کره‌ای: 매일경제신문؛ انگلیسی: Maeil Business Newspaper) یک روزنامهٔ روزانهٔ بازرگانی مهم در کره جنوبی است. تا سال ۲۰۰۱، این روزنامه تقریباً ۹۰۰٬۰۰۰ تیراژ داشته‌است. رئیس این شرکت انتشاراتی، چانگ ده-هوان است.
شرکت انتشاراتی مه‌کیونگ مدیا گروپ همچنین میزبان مجمع سالانه دانش جهانی است.
اولین نسخهٔ این روزنامه در ۲۴ مارس ۱۹۹۶ چاپ شد و در ۱۲ صفحه منتشر شد.

## برای مطالعهٔ بیشتر
- Lee, Seung-Joo (2002), Strategic newspaper management: case study of Maeil Business Newspaper (PDF), Seoul: Korea Development Institute, archived from the original (PDF) on 2004-01-06, retrieved 2010-07-09